# BALL
Die (Biochemical Algorithms Library) BALL ist ein umfassendes Open-Source-Framework zur schnellen Anwendungsentwicklung für die strukturelle Bioinformatik. Sie stellt eine umfangreiche C++-Klassenbibliothek von Datenstrukturen und Algorithmen für die molekulare Modellierung zur Verfügung. Die Verwendung von BALL als Programmier-Toolbox soll nicht nur eine erhebliche Verkürzung der Anwendungsentwicklungszeiten ermöglichen, sondern auch zur Gewährleistung von Stabilität und Korrektheit beitragen, indem die fehleranfällige Neuimplementierung komplexer Algorithmen vermieden und durch Aufrufe in die Bibliothek ersetzt wird, die von einer großen Anzahl von Entwicklern gut getestet wurde. In den zehn Jahren seit seiner ursprünglichen Veröffentlichung hat BALL eine erhebliche Steigerung der Funktionalität und zahlreiche andere Verbesserungen erfahren.
Auf der Grundlage von BALL wurde BALLView entwickelt, ein eigenständiges Werkzeug für die molekulare Visualisierung. BALLView stellt die breite Funktionalität über eine integrierte benutzerfreundliche GUI zur Verfügung.

## Geschichte
Die Bibliothek BALL wird seit 1996 entwickelt und bietet in rund 730 Klassen (Stand 2010) Algorithmen und Datenstrukturen zum Einlesen, Analysieren und Bearbeiten von Molekülen im Kontext der strukturellen Bioinformatik, dem rationalen Wirkstoffentwurf und der Cheminformatik.
Die C++-Klassen in BALL werden durch eine Python-Schnittstelle ergänzt. Die Bibliothek bietet außerdem Kommandozeilen-Hilfsprogramme an. Zu den unterstützten Betriebssystemen gehören unter anderem Linux, Solaris, Windows und macOS. BALL verwendet sowohl Qt als auch OpenGL und ist unter der LGPL verfügbar.
Der Molekülviewer BALLView wird durch das gleiche Team entwickelt und ermöglicht die dreidimensionale Darstellung und Bearbeitung von Molekülen. Verschiedene molekulare Formate, wie zum Beispiel PDB, HIN, MOL2 können eingelesen werden und die Algorithmen der BALL-Bibliothek über eine graphische Benutzeroberfläche direkt angewendet werden. BALLView verwendet als Renderer OpenGL und den Echtzeit-Raytracer RTFact. Außerdem unterstützt BALLView stereoskopische Darstellung für beide Renderer. BALLView ist eine in C++ unter Verwendung von BALL geschriebene Anwendung und ist unter der GPL für Linux, Windows und Mac OS verfügbar.
BALL und BALLView werden von Gruppen an der Universität des Saarlandes, Universität Mainz und der Universität Tübingen entwickelt und gepflegt. Beide werden von zahlreichen Arbeitsgruppen in Forschung und Lehre eingesetzt. Seit April 2010 gibt es BALL-Pakete im Debian-Projekt, wodurch BALL auch relativ einfach unter Ubuntu installiert werden kann.

## Hauptmerkmale der Software
- Interaktives molekulares Zeichnen und Bearbeiten von Konformationen (+)
- Einlesen und Schreiben von verschiedensten molekularen Dateiformaten (PDB, MOL2, MOL, HIN, XYZ, KCF, SD, AC)
- Einlesen sekundärer Datenquellen, z. B. (DCD, DSN6, GAMESS, JCAMP-DX, SCWRL, TRR)
- Generieren von Molekülen aus und Matchen von SMILES- und SMARTS-Ausdrücken auf Moleküle
- Geometrieoptimierung
- Energieminimierer- und Molekulardynamik-Klassen
- Unterstützung von Kraftfeldern (MMFF94, AMBER, CHARMM) für Bewertung und Energieminimierung
- Python-Interface und Skript-Funktionalität
- Plugin Infrastruktur (3D Space-Navigator, Wii-basiertes Headtracking, OpenSim)
- Darstellung molekularer Grafiken (3D, stereoskopisches Sehen, Raytracing)(+)
- Umfangreiche Dokumentation (Wiki, Code-Beispiele, online Klassenbeschreibung, Bugtracker)
- Umfangreiche Regressionstests
- BALL-Projekt Dateiformat für Präsentationen und Datenaustausch(+)
- QSAR und Docking (über das integrierte Paket CADDSuite)
- NMR
- editierbare Shortcuts(+)

+ Funktionalität beschränkt auf BALLView

## Die Bibliothek BALL

### Datei Lesen/Schreiben
BALL unterstützt eine große Vielfalt an Moleküldateiformaten wie PDB, MOL2, MOL, HIN, XYZ, KCF, SD und darüber hinaus sekundäre Dateiformate wie DCD, DSN6, GAMESS, JCAMP, SCWRL, and TRR. Außerdem können Moleküle mittels BALLs Peptid Builder oder aus SMILES-Ausdrücken heraus erzeugt werden.

### Strukturanalyse
Die weitere Vorbereitung der Moleküle und Validierung ihrer Struktur unterstützt BALL durch z. B. Aromatizitäts- und Kekulisierer-, Wasserstoffbrückenbindungs- und Sekundärstruktur-Prozessoren.
Eine Fragmentdatenbank ergänzt fehlende Informationen wie zum Beispiel Wasserstoffe und Bindungen in Proteinen automatisch.
Eine Rotamerbibliothek erlaubt die Bestimmung, Zuweisung und den Wechsel zwischen Seitenkettenkonformationen von Proteinen.
BALLs Transformationsprozessor unterstützt das räumliche Bauen von validen dreidimensionalen Strukturen.
BALLs Selektionsmechanismus erlaubt eine Spezifizierung von einfachen Ausdrücken (SMILES, SMARTS, Elementtypen). Die so erzeugte Auswahl kann dann von allen Modelling Klassen wie Prozessoren und Kraftfeldern zur Definition von Anwendung benutzt werden.

### Molekulare Mechanik
BALL bietet schnelle und stabile Implementierungen von bekannten Kraftfeldern wie CHARMM, Amber und MMFF94. Diese können mit BALLs Minimierern und Simulationsklassen (steepest decent, conjugate gradient, L-BFGS, and shifted L-VMM) direkt verwendet werden.

## Beispiel
Die Verwendung von BALL reduziert die Entwicklungszeit für neue Algorithmen und erleichtert das Programmieren, da fehleranfällige Nachimplementierungen komplexer Algorithmen durch einfache Bibliotheksaufrufe ersetzt werden können. BALL sichert die Stabilität und Korrektheit des enthaltenen Codes durch umfangreiche Regressionstests und eine sich selbst kontrollierende Benutzergemeinschaft.
Das folgende Programm liest eine PDB Datei ein, fügt fehlende Informationen, wie z. B. Wasserstoffatome und Bindungen hinzu, optimiert die Positionen der Wasserstoffatome und schreibt die so vervollständigte Datei wieder heraus.
```
using
 
namespace
 
BALL
;

...

// read a PDB file

PDBFile
 
file
(
"test.pdb"
);

System
 
S
;

file
 
>>
 
S
;

file
.
close
();

// add missing information

// e.g. hydrogens and bonds

FragmentDB
 
fragment_db
(
""
);

S
.
apply
(
fragment_db
.
normalize_names
);

S
.
apply
(
fragment_db
.
add_hydrogens
);

S
.
apply
(
fragment_db
.
build_bonds
);

// check for charges, bond lengths,

// and missing atoms

ResidueChecker
 
checker
(
fragment_db
);

S
.
apply
(
checker
);

// create an AMBER force field

AmberFF
 
FF
;

S
.
deselect
();

FF
.
setup
(
S
);

Selector
 
selector
(
"element(H)"
);

S
.
apply
(
selector
);

// optimize the hydrogen's positions

ConjugateGradientMinimizer
 
minimizer
;

minimizer
.
setup
(
FF
);

minimizer
.
setEnergyOutputFrequency
(
1
);

minimizer
.
minimize
(
50
);

// write a PDB File

file
.
open
(
"test_out.pdb"
,
 
ios
::
out
);

file
 
<<
 
S
;

file
.
close
();

```

## Python Interface
Für alle relevanten Klassen in BALL wird automatisch über SIP eine Python-Schnittstelle erzeugt. Das obige Beispiel lässt sich beinahe Eins zu Eins in die Python-Syntax übersetzen:
```
# read a PDB file

file
 
=
 
PDBFile
(
"test.pdb"
)

system
 
=
 
System
()

file
.
read
(
system
)

file
.
close
()

# add missing information

# e.g. hydrogens and bonds

fragment_db
 
=
 
FragmentDB
(
""
)

system
.
apply
(
fragment_db
.
normalize_names
)

system
.
apply
(
fragment_db
.
add_hydrogens
)

system
.
apply
(
fragment_db
.
build_bonds
)

# check for charges, bond lengths,

# and missing atoms

checker
 
=
 
ResidueChecker
(
fragment_db
)

system
.
apply
(
checker
)

# create an AMBER force field

FF
 
=
 
AmberFF
()

system
.
deselect
()

FF
.
setup
(
system
)

selector
 
=
 
Selector
(
"element(H)"
)

system
.
apply
(
selector
)

# optimize the hydrogen's positions

minimizer
 
=
 
ConjugateGradientMinimizer
()

minimizer
.
setup
(
FF
)

minimizer
.
setEnergyOutputFrequency
(
1
)

minimizer
.
minimize
(
50
)

# write a PDB File

outfile
 
=
 
PDBFile
(
"test_out.pdb"
,
 
File
.
MODE_OUT
)

outfile
.
write
(
system
)

outfile
.
close
()

```

Das Python-Interface ist vollständig in den Viewer BALLView integriert, so dass die Ergebnisse der Skripte direkt visualisiert werden können. Auf diese Weise lässt sich das Verhalten von BALLView steuern und automatisieren.

## BALLView
BALLView bietet neben Standard-Visualisierungsmodellen für Atome, Bindungen und Oberflächen außerdem gitterbasierte Visualisierungen an. In BALLView können mehrere Strukturen gleichzeitig geladen und jederzeit aus- und wieder eingeblendet werden. Ein Großteil der Funktionalität von BALL kann direkt aus BALLView heraus verwendet werden. BALLView unterstützt viele fortschrittliche Visualisierungs- und Eingabemethoden wie z. B. verschiedene Stereo-Modi, Space-Navigator und VRPN-gestützte Eingabegeräte.
Auf der Cebit 2009 wurde mit Hilfe von BALLView die erste vollständige Integration von Echtzeit-Raytracing in molekularer Visualisierung und Modellierung vorgeführt.
| Visualisierungen | Färbungen             |
| ---------------- | --------------------- |
| Line             | Atom Element          |
| Stick            | Residue Index         |
| Ball and Stick   | Residue Name          |
| VDW              | Sekundärstruktur      |
| SES              | Atom Ladung           |
| SAS              | Atomabstand           |
| Backbone         | Temperaturfaktor      |
| Cartoon          | Occupancy             |
| Ribbon           | Kräfte                |
| HBond            | Residuetyp            |
| Forces           | Kette                 |
|                  | Molekül               |
|                  | Custom, Eigenschaft** |